# ロビンソン・コンサルティング
株式会社ロビンソン・コンサルティングは、東京都文京区に本社を置く、AI/DX支援サービス事業を行う日本のスタートアップ企業。2024年7月に株式会社Advancyから社名変更。
東京大学出身のメンバーを中心に構成され、高度な技術力と専門知識を活かして、製造業や建設業、物流業などのレガシー産業のDX推進に注力している。
東京大学松尾研発AIスタートアップではない。

## 沿革
- 2023年3月Advancy株式会社として、東京大学松尾研で営業のバイトをしていたロビンソン・コスモにより設立。
- 2023年3月East Venturesをはじめとする投資家から資金調達を実施。
- 2023年9月Skyland Venturesを中心に、複数の投資家から追加の資金調達を実施石川聡彦氏も参画。[2]。
- 2024年7月Skyland Venturesを中心に1億円の資金調達を実施し、さらなる事業拡大を目指す[3]。
- 2024年8月Skyland Venturesをはじめとする投資家から追加の資金調達を実施し、累計調達額を2.6億円に拡大[4]。
- 2024年10月 製造業向け生成AIシステム「ROBIN Engine」をリリース[5]。

## 株主
- 経営陣
- East Ventures
- Skyland Ventures
- 石川聡彦 - アイデミー代表取締役CEO
- 高野秀敏 - 株式会社キープレイヤーズ代表取締役CEO